# Therese Guovelin
Maria Therese Guovelin, flicknamn Hultén, född 9 februari 1964, är en svensk fackföreningsledare som var förste vice ordförande för Landsorganisationen (LO) mellan  2016 och 2024.
Hon har en bakgrund som lokalvårdare, servitris och lokalombudsman i Göteborg. Guovelin var också vice ordförande för organisationen Riksförbundet för sexuellt likaberättigande (RFSL) mellan 2004 och 2005 och vice ordförande och förbundsordförande för Hotell- och restaurangfacket (HRF) mellan 2008 och 2014 respektive 2014 och 2016.
Den 9 april 2013 blev hon invald som suppleant till Socialdemokraternas verkställande utskott. Hon satt på posten till 2017.
Hon är gift med Eva Guovelin.